# Morita-za

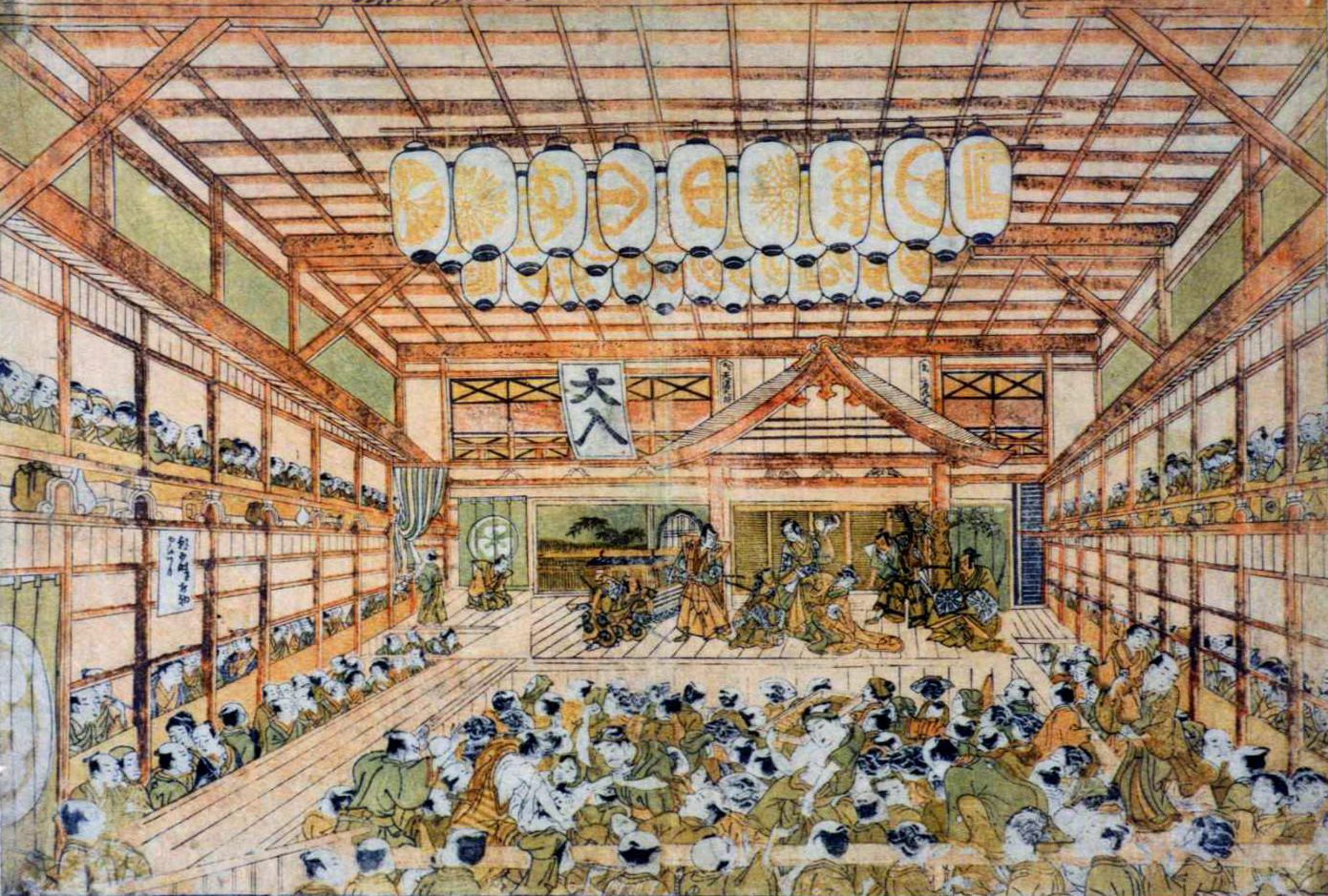
Le Morita-za dans les années 1790.

Le Morita-za (森田座・守田座), plus tard aussi connu sous le nom Shintomi-za (新富座), est un des plus importants théâtres kabuki d'Edo (actuel Tokyo) au cours de l'époque d'Edo et jusqu'au début du XXe siècle. Il est fondé en janvier 1660, et géré par la famille d'acteurs Morita jusqu'à sa destruction lors du séisme de 1923 de Kantō qui rase la plus grande partie de Tokyo.

## Histoire
Le Morita-za est construit par Morita Tarōbei I et son fils Morita Kanya I en 1660 dans le district Kobiki-chō d'Edo. Le bâtiment est détruit par un incendie juste quelques mois plus tard et de nombreuses autres fois au cours des siècles qui suivent mais toujours reconstruit (jusqu'en 1923). Selon un édit gouvernemental de 1670, il est désigné comme l'un des quatre seuls théâtres autorisés à Edo, les trois autres étant le Nakamura-za, l'Ichimura-Takenojō-za et le Yamamura-za. Après que les quatre ont été détruits lors du grand séisme Genroku (en) de 1703 et reconstruits, commence une tradition de coproduction de pièces pour les célébrations du Nouvel An.
Le Morita-za connaît un grand succès pendant un temps et prend part à un certain nombre de grands événements ainsi que les trois autres principaux théâtres ; en 1717 par exemple, les Batailles de Coxinga de Chikamatsu sont représentées au Morita-za ainsi que dans deux autres salles, premier exemple d'une pièce bunraku adaptée au kabuki.

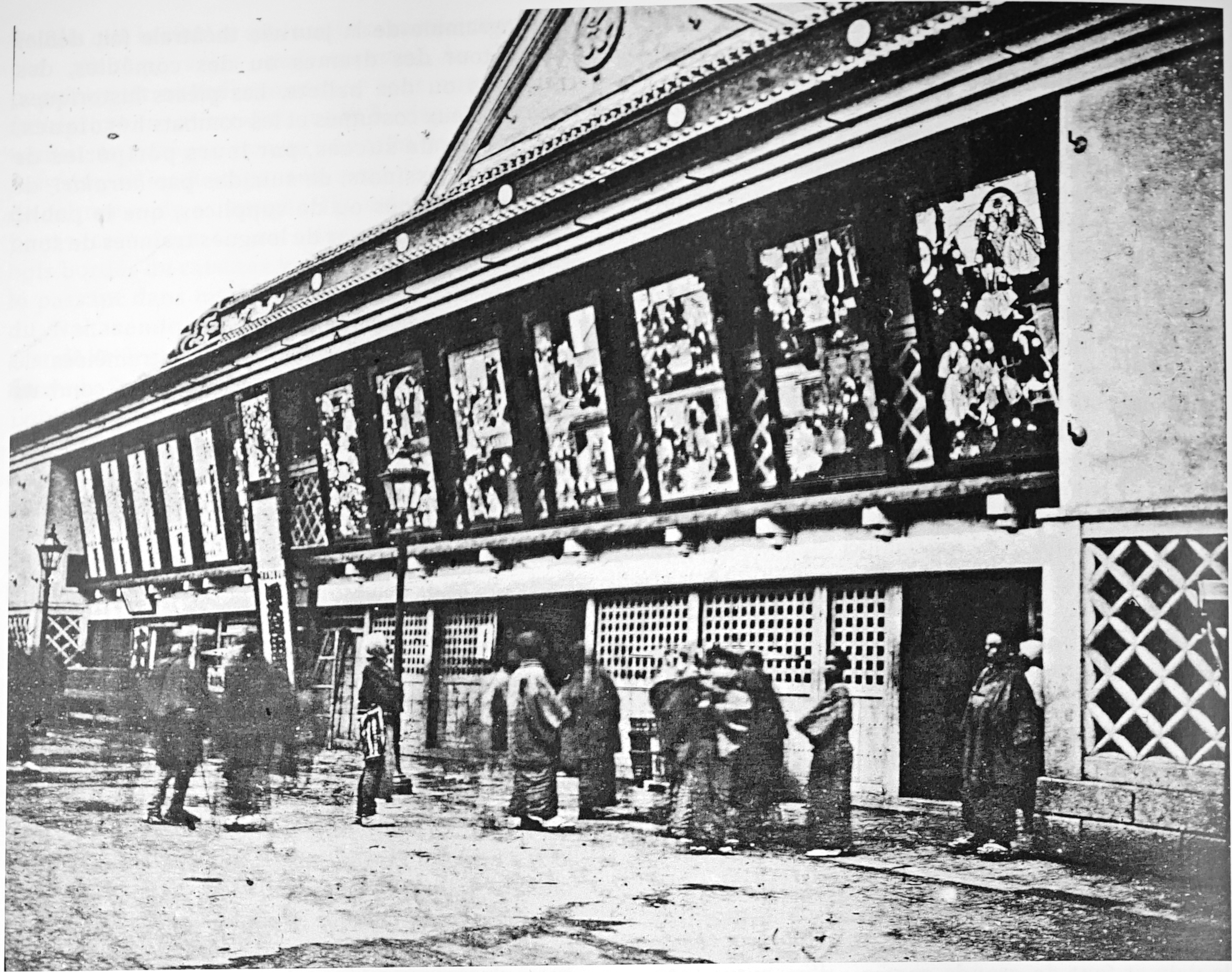
En 1883 photographié par Hugues Krafft.

Cependant, le Morita-za fait faillite en 1734 et se voit contraint de transférer les droits sur ses représentations à un autre théâtre selon les règles du système hikae yagura. Kawarazaki Gonnosuke III, du Kawarazaki-za, reprend le site du Morita-za pendant environ une dizaine d'années. Cette relation entre les deux théâtres se poursuit pendant toute la seconde partie de l'époque d'Edo, comme le Morita-za fait faillite de nombreuses fois à la fin du XVIIIe siècle et au début du XIXe siècle.
Bien que fragile en termes de stabilité financière, le Morita-za est témoin d'un grand nombre d'événements importants du kabuki au cours des décennies suivantes, dont les premières représentations de nombreuses pièces désormais célèbres et autres occasions spéciales. En 1781, Ichikawa Danzō IV, jouant au Morita-za, devient le premier artiste à incarner sept rôles dans la grande épopée Chūshingura (« Conte des 47 rōnin »).
En 1858, après un certain nombre de fermetures et réouvertures du théâtre, le Morita-za ouvre une fois de plus en changeant son nom de 「森田座」 en 「守田座」 (même prononciation des deux noms, « Morita-za »). Le caractère 守 (mori) signifie « protection » et ce changement est peut-être décidé pour attirer une meilleure chance sur le théâtre et protection contre l'incendie et la faillite. Le théâtre est alors déplacé et reconstruit en 1872 après avoir quitté le district Saruwaka-chō pour celui de Shintomi-chō. Le nouveau bâtiment est plus grand et dispose d'un certain nombre de caractéristiques telles que des toilettes intérieures et une section de sièges pour les étrangers. Quelques années plus tard, en 1875, le théâtre est rebaptisé Shintomi-za, d'après le quartier, en célébration et reconnaissance de sa transformation en société par actions (sōgō shōsha).

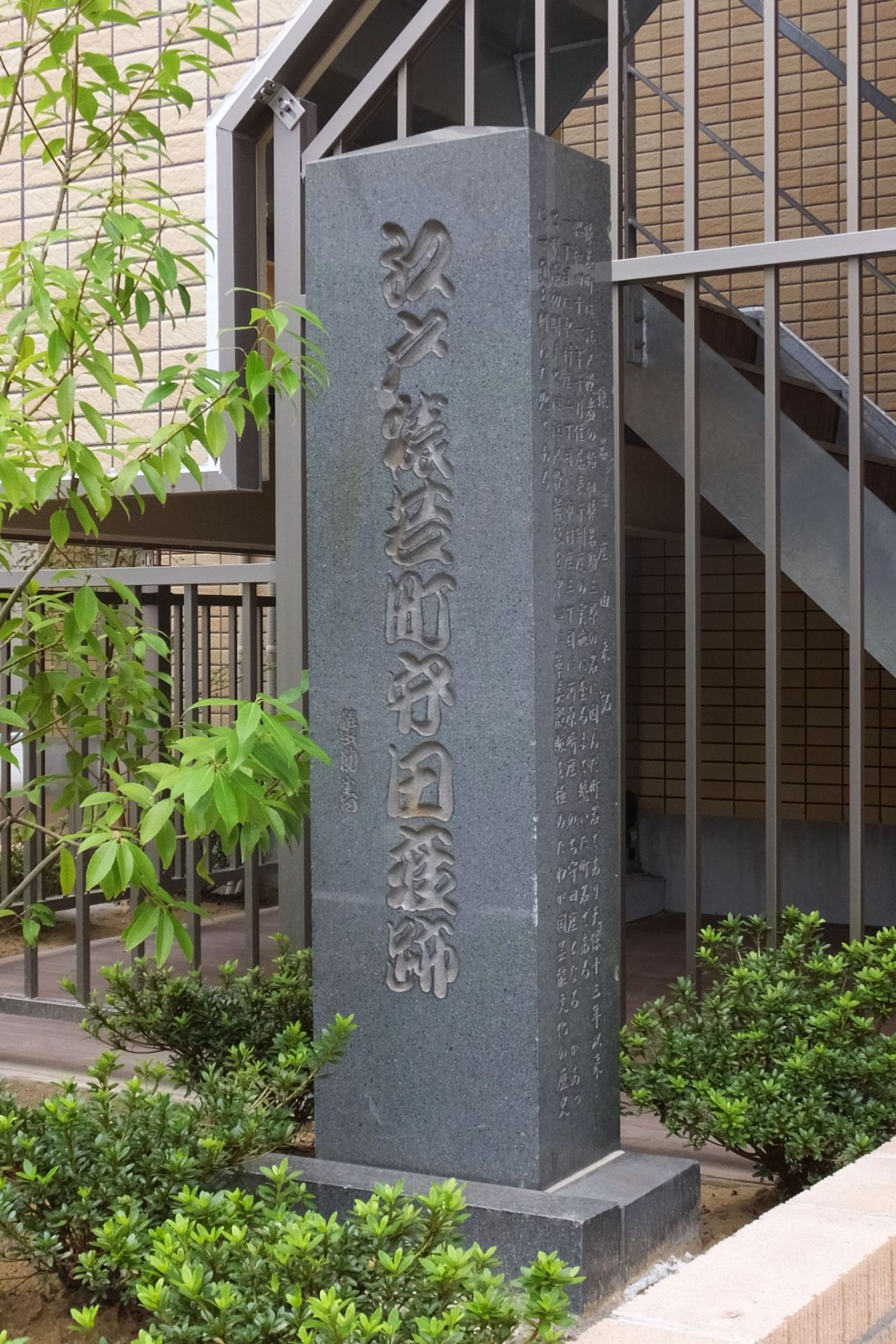
Monument de Saruwaka-machi au Morita-za à Asakusa.

Bien que le théâtre est encore détruit par le feu et fait face à des difficultés financières, il continue à s'améliorer et à expérimenter. Le Shintomi-za est reconstruit en plus grand et en mieux à plusieurs reprises à la fin du XIXe siècle et expérimente de nouveaux styles de production. En septembre 1879, il crée une pièce intitulée Hyōryū Kidan Seiyō Kabuki (漂流気団西洋歌舞伎), « Une étrange histoire à propos de flâneurs et du kabuki occidental ») ; l'histoire est celle d'un Japonais qui explore l'Europe et les États-Unis et contient un certain nombre d'acteurs occidentaux et des arias de style italien. La pièce n'est pas bien reçue et cette première représentation est un échec commercial mais elle est représentative des expérimentations et innovations auxquelles se livre le Shintomi-za.
Morita Kanya XII, alors à la tête du théâtre en tant que zamoto, est forcé de se démettre de ses fonctions de gestion en 1894 en raison de problèmes financiers mais reste en tant que producteur jusqu'à sa mort survenue trois ans plus tard. En 1909, le théâtre est racheté par la société de production cinématographique Shōchiku mais la gestion se poursuit sous l'autorité des membres de la famille Morita.
Finalement, le séisme de 1923 de Kantō détruit presque toute la capitale dont le Shintomi-za qui n'est pas reconstruit.

## Source de la traduction
- (en) Cet article est partiellement ou en totalité issu de l’article de Wikipédia en anglais intitulé « Morita-za » (voir la liste des auteurs).